# Стасив, Остап Александрович
Остап Александрович Стасив (укр. Остап Олександрович Стасів, 1 января 1903 Борщовичи — 19 февраля 1985, Альфельд) — ученый-кристаллофизик, доктор философии, профессор, основатель Института кристаллографии в Берлине, член научного общества имени Тараса Шевченко, один из первых редакторов журнала Physica Status Solidi.

## Биография
Остап Стасив родился 1 января 1903 года в Борщовичах в семье Александра и Анны Стасив. Его отец работал железнодорожником, но в связи с травмой глаза был вынужден покинуть работу. Из-за этого семье Стасив приходилось переезжать с места на место, пока они не обосновались в Перемышле. Остап вначале учился в народной школе в Борщовичах, а после переезда — в украинской гимназии в Перемышле. Окончив гимназию с отличием, в 1921 году Остап поступил в Львовский тайный украинский университет на философском факультете, а с осени 1922 года также посещал лекции в тайной Политехнике. Практику проходил в Гданьске и Берлине. В 1923 году поступил в Берлинский университет по специальности физика, где посещал лекции Макса Планка, Альберта Эйнштейна, Макса фон Лауэ и Вальтера Боте. Закончив обучение в Берлине, Стасив в 1927 году перешёл в институт физики Гисенского университета, где под руководством Боте 25 ноября 1929 года получил степень доктора философия.
С 1931 года Стасив начинает работать в Гёттингенском университете. В том же году становится членом Украинского технического общества, а 30 марта 1936 года действующим членом научного общества имени Тараса Шевченко.
С 1937 по 1945 год Стасив работал в фирме Zeiss Ikon над улучшением фотографических плёнок. В 1947 году он стал профессором Дрезденского технического университета, где читал лекции по атомной физике, статистической физике, спецкурсы более 20 лет. В 1951 году на базе филиала университета в Берлине он основывает Институт кристаллофизики. За его достижения в 1956 году ему была вручена немецкая национальная премия III класса. В 1968 году был вынужден покинуть науку и выйти на пенсию.

## Личная жизнь
В 1937 году Остап женился на Терезе Стефен, а через год у них рождается дочка Мария-Луиза, которая пойдёт по стопам своего отца, также станет учёным-физиком и они оба будут работать вместе. Однако Мари-Луиза познакомилась с инженером Гансом Дальпке из ФРГ и в 1968 году незаконно пересекла Берлинскую стену, чтобы быть с ним вместе. В 1970 году пара поженилась. Из-за поступка дочери, Стасив был вынужден покинуть работу в 1968 году и выйти на пенсию. Однако ему дали разрешение посетить институты физики в СССР и он смог приехать в Киев на семь дней, посетить Институт физики, Киевский университет, а также встретиться с сестрой Ольгой. Посещение же Львова ему не разрешили.
Остап Стасив умер 19 февраля 1985 года.